# 功能樹

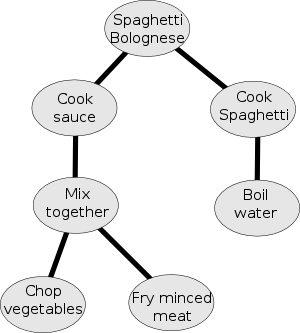
肉醬義大利麵的功能樹

功能樹（function tree）是在複雜系統中的樹狀示意圖，說明系統各功能的相依關係。功能樹可以將問題或其解答分析為較小的部份，將系統列在最上方，下方就是其組成、相依的部份。在經濟學或是社會學中，也會用功能樹說明各過程之間的相依關係。例如以右圖製作義大利肉醬麵旳功能樹來看，可以看出需先處理蔬菜和絞肉才能製作肉醬，而煮義大利麵和製作肉醬彼此沒有相依關係，可以同時進行。
若以程式實作的觀點來看，功能樹會繪出各函式分別呼叫了哪些函式。功能樹也可以用在軟體工程上，不過軟體工程一般會用更準確的表示方式，也就是UML中定義的时序图、用例图。功能樹也有助於程式的整理，例如順序化、并行编程等。